# Santa María Magdalena Tiltepec
Santa María Magdalena Tiltepec es una comunidad que se localiza en la parte suroeste del estado en la región de la costa, en las coordenadas 97° 9′ longitud oeste y 16° 6′ de latitud norte, a una altitud de 460 metros sobre el nivel del mar. Limita al norte con el municipio de Santos Reyes Nopala; al sur limita con el municipio de San Pedro Mixtepec y el océano Pacífico; al este con el municipio de San Gabriel Mixtepec; y al oeste con la comunidad de Santiago Cuixtla. Su distancia aproximada a la capital del estado es de 220 kilómetros.
Tomando en cuenta restos arqueológicos hallados en las partes aledañas al pueblo, como lo es el municipio de Santos Reyes Nopala, así como elementos de la lengua chatina, los historiadores James B. Greenberg, Miguel Bartolomé y Alicia Barrabas en sus libros “Religión y Economía de los chatinos” y “Tierra de la Palabra”, respectivamente, establecen que los chatinos habitan esta zona desde 2300 años A.C. No se sabe con exactitud la fecha de la fundación de Tiltepec, sin embargo, a partir de unos estudios realizados por antropólogos e historiadores, coinciden que Tiltepec, se ubicó en este lugar desde su fundación, ya que el lugar lo vieron como un lugar adecuado que los protegiera de sus adversarios, así como de las tempestades de la naturaleza, se confirma además que el lugar los asentaron por contar con abundante agua, hoy día es una de los pueblos con mayor abundancia de este vital líquido.
Descubriendo a fondo sus orígenes, su nativa biodiversidad, sus imperantes religiones, su esencia lingüística, las transformaciones que ha sufrido con el paso del tiempo. La vida en sí de esta comunidad con fastuosas costumbres y tradiciones radicales que trascienden en los tiempos actuales.